# Frederikssund Bibliotekerne
Frederikssund Bibliotekerne er den fælles betegnelse for Frederikssund Kommunes fire folkebiblioteker i Frederikssund, Jægerspris, Slangerup, og Skibby.

## Historie
- 1900: Frederikssund Folkebogssamling begyndte den 27. januar 1900 udlånet i pogeskolen i Skolegade.
- 1933: Navnet ændredes til Frederikssund Folkebibliotek.
- 1939: Byrådet beslutter i marts måned at oprette en biblioteksfond, hvortil bøder i forbindelse med restskatter ved behandlingen af dødsboer overføres. Fonden skal bruges til finansiering af en biblioteksbygning. Frederikssund Bibliotek, som ligger på Torvet, holder lukket fra 15. juni til 1. august. I august fastansættes Frk. Ellen Haugstrup efter et års prøvetid som bibliotekar. Frederikssund Bibliotek flytter midlertidigt, med en bogsamling på godt 6.000 bind fag- og skønlitteratur, til en lejet lejlighed i Frederiksborg Amts Spare- og Laanekasses bygning i Jernbanegade 24. Ellen Haugstrup får tjenestebolig i forbindelse med biblioteket.

Uddrag af byrådsprotokol fra byrådsmøde den 17. april 1939:
”I Anledning af Spørgsmaalet om bedre Administrationslokaler havde Borgmesteren med Biblioteksudvalget drøftet Spørgsmaalet om Flytning af Biblioteket, og man havde modtaget Tilbud fra Frederiksborg Amts Sparekasse om Udleje af Lokaler i Sparekassens Bygning, Jernbanegade 24. Flytningen maa betragtes som midlertidig, idet man bør opføre en selvstændig Biblioteksbygning, naar Forholdene tillader det. Lejen er fastsat til 2100 Kr., hvoraf 1600 Kr. for de Lokaler, der skal anvendes til Bibliotek, Resten kan udlejes til Beboelse. - Det vedtoges at løse Spørgsmaalet paa den anførte Maade.-”
- 1942: Biblioteket er blevet lidt udvidet, idet der er inddraget et lille værelse til magasin. ”Men en følelig pladsmangel gør sig dog stadig gældende”.
- 1943: Bibliotekets samlede udlån er 42.010 bind. Udlånet stiger hvert år under hele besættelsen 1940-45.
- 1944: Biblioteksfonden udgør nu 22.315 kr. Frederikssund Bibliotek har nu to ansatte: 1 bibliotekar og 1 medhjælper i 12 timer.
- 1945: I Isefjordsposten kunne man den 28. maj læse: ”På Frederikssund Bibliotek er nu på den aktuelle hylde fremsat alle de bøger, der under det tyske voldsherredømme var forbudt at udlåne”.[2]
- 1946: Den samlede bogbestand er nu på 7.411 bind.
- 1952: For første gang ansættes der endnu en uddannet bibliotekar.
- 1954: Den samlede bogbestand er nu på 11.272 bind.
- 1945: Bibliotekets samlede udlån er på 43.551 bind. Det er det hidtil største.
- 1956: Byrådet har 2. behandling af sagen vedrørende byggeri ved Lille Marienlyst (Falkenborgvej/ Frederiksværksvej). Der foreligger henstilling fra byrådets biblioteksudvalg om, at man i forbindelse med byggeriet søger indrettet et bibliotek til opførelse samtidig med de to første blokke. Spørgsmålet om biblioteket udsættes.
- 1958: Bibliotekets samlede udlån er på 40.622 bind. Det er et fald i forhold til årets før. Overbibliotekar Ellen Haugstrup siger til avisen: ”Som noget alment kan anføres fjernsynet. Folk kan jo ikke både kigge og læse. På grund af savnet af en bibliotekar har det være nødvendigt at indskrænke åbningstiden, det har naturligvis også bidraget til nedgangen”. Der var mangel på bibliotekarer, så stillingen var til tider ubesat.
- 1960: A/S Axel B. Lange forespørger byrådet, om man er interesseret i at leje lokaler til bibliotek i den ejendom, der påtænkes opført på hjørnet af Kocksvej og Ny Østergade.
- 1962: Biblioteksfonden udgør nu 184.000 kr. Et nyt bibliotek vil koste omkring 1.100.000 kr. at opføre og indrette.
- 1963: Frederiksborg Amts Spare- og Laanekasse sælger ejendommen Jernbanegade 24 til FIOMA.
- 1964: Overbibliotekar Ellen Haugstrup går på pension 1. oktober.
- 1965: Jørgen Bro Glistrup ansættes som overbibliotekar. Guldsmed Carlo Hans Christiansen lejer sparekassens tidligere lokaler.
- 1966: Det første fabriksbibliotek åbnes på Dansk Polyether Industri. Frederikssund Bibliotek har nu 6 ansatte: 3 bibliotekarer, 2 kontorassistenter og 1 ekspeditionsmedhjælper.
- 1967: Frederikssund Kommune køber ejendommen Jernbanegade 24.
- 1968: Damefrisør Vilfrieda Nielsen, som har haft salon i Jernbanegade 24 siden 1937, lukker salonen, og biblioteket overtager lokaler og lejlighed. Her skal nu være ”bibliotekssalon” som ”kulturelt midtpunkt” med skiftende udstillinger og arrangementer. Bibliotekets samlede udlån er på 103.644 bind.
- 1969: Lokalhistorisk Arkiv oprettes som en del af Frederikssund Bibliotek.
- 1971: Der ansættes en biblioteksbetjent, som skal sørge for kørsel og praktiske opgaver. ”Biblioteket kommer” oprettes som en service til borgere, der ikke selv kan komme på biblioteket.
- 1974: Frederikssund Bibliotek har nu 15 ansatte: 5 bibliotekarer, 4 kontorfunktionærer, 3 voksne medhjælpere, 1 biblioteksbetjent og 2 juniormedhjælpere.
- 1976: Der afsættes 770.000 kr. til gennemgribende renovering af ejendommen, og i forbindelse med vedtagelsen understregede formanden for Kulturelt Udvalg, at biblioteket i Jernbanegade skal være hovedbiblioteket i mange år fremover. Der indrettes nyt børnebibliotek på 2. sal, så der nu er udlån på to etager.
- 1977: Der er nu også åbent på biblioteket hver lørdag mellem 10 og 13.
- 1979: Bibliotekshaven bliver anlagt. Jørgen Bro Glistrup fratræder og Thorben Vinterby ansættes som ny overbibliotekar.
- 1981: Frederikssund Bibliotek har nu 26 ansatte: 10 bibliotekarer, 3 biblioteksassistenter, 7 kontorassistenter, 5 medhjælpere og 1 biblioteksbetjent. 55 borgere benytter sig af ”Biblioteket kommer”.
- 1982: Frederikssund Bibliotek begynder produktion af lydavis til blinde og svagtseende.
- 1983: Der bevilges 200.000 kr. til færdiggørelse af ombygning af bibliotekets administration.
- 1984: Der bevilges 250.000 kr. til istandsættelse og indretning af voksenbiblioteket. Biblioteket råder nu også over knap 160 m2 på 3. sal. Der er indrettet nyt personalerum, værksted for biblioteksbetjenten, nærmagasin og administrationskontor.
- 1985: Der gives en tillægsbevilling til færdiggørelse af istandsættelse.
- 1988: Der frigives 200.000 kr. til anskaffelse af EDB-udstyr til biblioteket og 500.000 kr. til fortsat istandsættelse. Materialebestand (bøger, lydbøger, musik, dias mv.) er oppe på 134.600 og der er 290.038 udlån inkl. fornyelser. Antal ansatte: 21,9 personaleenhed.
- 1994: Frederikssund bibliotek dropper stempel og kuglepen og går ind i en ny tidsalder med elektronisk udlån.
- 1996: Frederikssund Kommune køber FIOMAgrunden i Kirkegade for at bruge den til biblioteksbyggeri. Arkitektfirmaet Mangor og Nagel udarbejder et projektforslag.
- 1997: Biblioteket får nu adgang til internettet – som den første kommunale institution i Frederikssund. Der er opstillet i alt fire computere med Internetadgang, to i børnebiblioteket og to i voksenbiblioteket. Frederikssund Avis bragte 23.9.1997 en artikel med titel "Ud i Cyberspace". Artiklen handler om at det nu er muligt for brugerne at komme på internettet, som første kommunale institution i Frederikssund.[3]
- 1998: Materialebestand (bøger, lydbøger, musik, dias mv.) er på 140.209 og der er 256.927 udlån inkl. fornyelser. Personaleenheder: 20,2
- 2004: Over de næste tre år afsættes der 2,5 mio. kr. til de mest nødvendige reparationer af Jernbanegade 24.
- 2001: Frederikssund Bibliotek får egen hjemmeside.
- 2005: Frederikssund Bibliotek har nu 20 ansatte. Frederikssund Bibliotek begynder fra marts måned, som det første bibliotek i Danmark, at give ordblinde og læsesvage mulighed for at læse og skrive.[4]
- 2006: Frederikssund Bibliotek bliver hovedbibliotek i den Ny Frederikssund Kommune.[5] Som et resultat af budgetvedtagelsen for 2007 for Ny Frederikssynd Kommune, lukker biblioteksfilialer i Dalby og Skoven pr.1.1.2007.[6]
- 2007: Strukturreformen betyder, at Frederikssund Bibliotek slås sammen med bibliotekerne i Jægerspris, Skibby og Slangerup. Kirstine Lundsgaard bliver leder af det samlede biblioteksvæsen med 35,4 ansatte.
- 2008: På alle fire biblioteker i den nye kommune er det samlede udlån på 365.416 inkl. fornyelser. Bestanden er 223.077
- 2009: Der indføres selvbetjening for lånerne i Frederikssund Kommune.
- 2011: Byrådet arbejder med tre forskellige løsninger på biblioteksspørgsmålet:

1. Totalombygning af Jernbanegade 24.
2. Nybygning af bibliotek i Bløden.
3. Nybygning af bibliotek på FIOMA-grunden.

- 2013: 7.10 2013 blev det muligt at brevstemme på Frederikssund Bibliotek og samtlige af kommunens lokalbiblioteker.[7]
- 2014: Frederikssund Bibliotekernes slogan "Frederikssund Bibliotekerne - der hvor du er", offentliggøres.
- 2015: Frederikssund Bibliotek er vært for årets April Festival.[8]
- 2017: En folder udgives på arabisk om bibliotekets tilbud til flygtninge og indvandrere.[9]
- 2019: Frederikssund Bibliotekerne har nu 26,8 ansatte. Biblioteket fejrer 80 års fødselsdag lørdag den 31. august 2019.